# Bjartmar Ansson
Bjartmar Ansson (n. 865) fue un vikingo y colono noruego que emigró a Islandia. Es un personaje de la saga de Gísla Súrssonar, donde aparece como padre de Þórhildur Bjartmarsdóttir (n. 902) y abuelo de Vésteinn Vésteinsson; también aparece en la saga de Egil Skallagrímson. Otro hijo, Helgi Bjartmarsson (n. 899), también aparece como personaje en la saga de Gísla Súrssonar.